# Pogonocherus pilosipes
Pogonocherus pilosipes är en skalbaggsart som beskrevs av Maurice Pic 1907. Pogonocherus pilosipes ingår i släktet Pogonocherus och familjen långhorningar. Inga underarter finns listade i Catalogue of Life.